# Хрещений батько в стилі диско
Хрещений батько в стилі диско (англ. Disco Godfather, відомий також як The Avenging Disco Godfather) - блексплуатаційний бойовик 1979 року режисера та сценариста Дж. Роберт Вагонера. У головних ролях Руді Рей Мур та Керрол Спід. 
Дж. Роберт Вагонер писав й режисував стрічку, живучи в готелі Carver. 
В центрі сюжету персонаж Мура, колишній поліцейський, який захоплюється диско, та вступає у конфлікт з драг-дилером, після передозування його племінника (Джуліус Керрі) наркотиками.   
У фільмі відбувся дебют Кіта Девіда, котрий виконує роль багатія в нічному клубі (без реплік). 

## У ролях
- Руді Рей Мур - Таккер Вільямс
- Керол Спід - Ноель
- Джиммі Лінч - Світміт
- Джеррі Джонс - доктор Фред Матіс
- Леді Рід - місіс Едвардс
- Хоторн Джеймс - Стінгер Рей
- Джуліус Керрі - Бакі
- Хейзел Спірс у-Еллен Девіс
- Френк Фінн - підполковник Френк Хейс
- Пуччі Джоунс - Янгол Смерті
- Кіт Девід - власник клубу (в титрах не зазначений)

## Зовнішні посилання
- Disco Godfather на сайті IMDb (англ.)
- Disco Godfather на TCM Movie Database (англ.)